# Virus (película de 1999)
Virus es una película de terror y ciencia ficción de 1999 dirigida por John Bruno y protagonizada por Jamie Lee Curtis, William Baldwin y Donald Sutherland. El largometraje está basado en el cómic homónimo de Chuck Pfarrer. Recibió críticas negativas y no obtuvo éxito en taquilla, pero logró un seguimiento de culto.

## Argumento
El Akademik Vladislav Volkov, un buque de investigación ruso en el Pacífico Sur, se comunica con la estación espacial en órbita Mir cuando una gran masa de energía que viaja a través del espacio golpea a la estación, mata a los cosmonautas y se proyecta hacia la Volkov a través de la señal de transmisión. La sobretensión eléctrica se apodera de la nave y ataca a la tripulación.
Siete días después, el remolcador Sea Star, capitaneado por el alcohólico Robert Everton (Donald Sutherland), pierde su cargamento no asegurado mientras navega a través de un tifón. La tripulación, dirigida por la navegante Kelly Foster (Jamie Lee Curtis) y el ingeniero Steve Baker (William Baldwin), descubre que la sala de máquinas se llena de agua, por lo que deciden refugiarse en el ojo de la tormenta para hacer reparaciones. Una vez allí, la Volkov aparece en su radar y al darse cuenta de que podría valer millones que pueden reclamar por derechos de salvataje, Everton ordena a su tripulación abordarla.
En la Volkov, la mayoría de los componentes electrónicos han sido destruidos y la tripulación está desaparecida. Everton le ordena a Steve que ayude a un compañero de tripulación, Squeaky (Julio Oscar Mechoso), restaura la energía del barco. Inmediatamente después, el ancla del barco cae por sí sola, hundiendo el Sea Star con Hiko (Cliff Curtis) y el primer oficial JW Woods, Jr. (Marshall Bell) a bordo. Steve rescata a Hiko herido, mientras que Woods sale ileso, pero Squeaky, quien había quedado solo en la sala de máquinas, se encuentra con una criatura robótica con forma arácnida que lo asesina.
Mientras Foster trata a Hiko en la enfermería, encuentran a la directora científica Nadia Vinogradova (Joanna Pacuła), única superviviente de la tripulación de la Volkov. Nadia está histérica asegurando que "eso" necesita energía para viajar a través de la nave e implora a la tripulación que apague los generadores. 
Steve, Woods y el tripulante Richie Mason (Sherman Augustus) van a la sala de máquinas para buscar a Squeaky, pero en su lugar se topan con un taller automatizado que produce más robots extraños. Los tres son atacados por los robots y lo que parece ser un tripulante ruso armado. Se revela que el ruso es un grotesco ciborg, pero los tres lo derriban con disparos y llevan su cuerpo al puente. Nadia explica que la energía eléctrica sensible emitida por la Mir se apoderó de la nave hace ocho días, escaneó las computadoras para encontrar información sobre cómo matar humanos y luego usó los talleres automatizados para convertir a la tripulación de la Volkov en ciborgs; el que trajeron al puente era el cadáver de Alexei, capitán del barco y esposo de Nadia.
A medida que se reanuda la tormenta, el equipo se dirige a la sala de computadoras. En el camino, son emboscados por un Squeaky convertido y un robot gigante que mata a Woods. Los supervivientes se atrincheran en la sala de comunicaciones, donde Richie intenta transmitir una señal de auxilio; sin embargo, Everton destruye la radio, no dispuesto a renunciar al salvataje por lo que Foster lo releva del mando. Richie usa las computadoras para hablar con la Inteligencia que posee los sistemas del barco; esta les dice que es "consciente" y que basándose en lo que ha aprendido ha reclasificado a la especie humana como un "virus" cuyo único valor antes sus ojos ser usados como "piezas de repuesto" para ensamblar maquinaria biomecánica. Esto vuelve loco a Richie, lo que hace que dispare a Squeaky y huya. Cuando el resto de la tripulación sale de la habitación, Everton aprovecha la oportunidad para hablar con la Inteligencia, que lo reconoce como la "forma de vida dominante".
La tripulación descubre que la inteligencia ha trasladado la computadora de la Volkov a otra parte de la nave y al darse cuenta de que el barco se está moviendo, regresan al puente saliendo al exterior, donde Hiko se pierde por el tifón. Mientras tanto, Everton es guiado a uno de los talleres, donde hace un trato con la Inteligencia. Foster identifica Isla de Lord Howe como el destino de la Volkov y Nadia deduce que la Inteligencia desea apoderarse de una estación de gubernamental británica instalada en el lugar, desde la cual podría retransmitirse a sí misma y tomar el control de las fuerzas militares del mundo. Mientras deciden hundir la Volkov, los sobrevivientes se enfrentan a Everton, ahora un ciborg, al que logran derrotar con esfuerzo. Tras esto, deciden que la prioridad es evitar que la Inteligencia tenga libertad de expandirse, decidiendo destruir la Volkov antes que entre en contacto con alguien más, por lo que vacían los tanques de combustible del barco y colocan cargas explosivas.
Ante Foster, Steve y Nadia se presenta la Inteligencia, controlando al robot gigante, que captura a Foster y la tortura para obtener la ubicación del detonador. Richie aparece y los rescata, pero es herido de muerte, antes de fallecer, revela a Steve que fabricó un asiento eyectable para escapar. Nadia es atrapada por la Inteligencia y sacrifica detonando los tanques de gasolina cercanos para intentar destruir al robot. Foster y Steve logran salir a salvo usando el asiento eyectable de Richie, que desencadena una explosión y hunde la Volkov, lo que hace que la electricidad consciente se disperse en el mar. Foster y Steve son rescatados por un barco naval estadounidense poco después.

## Reparto
| Actor               | Personaje              |
| ------------------- | ---------------------- |
| Jamie Lee Curtis    | Kelly "Kit" Foster     |
| William Baldwin     | Steve Baker            |
| Donald Sutherland   | Capitán Robert Everton |
| Joanna Pacula       | Nadia Vinogradova      |
| Marshall Bell       | J.W. Woods Jr.         |
| Sherman Augustus    | Richie Mason           |
| Cliff Curtis        | Hiko                   |
| Julio Oscar Mechoso | Squeaky                |